# Lluís d'Averçó
Luys d'Averçó o, en escriptura moderna, Lluís d'Averçó (Barcelona, vers 1350 - 1412/1415) fou un comerciant naval, polític i escriptor català. Se sap que va escriure poesia, de la qual quasi no resten mostres. La seva obra magna, el Torcimany, és una de les gramàtiques catalanes medievals més importants segons els historiadors moderns.
L'any 1393, sota la protecció de Joan I, fundà juntament amb Jaume March el Consistori de la Gaia Ciència de Barcelona.